# Lista monarhilor scoțieni
Monarhii Scoției au fost conducătorii Regatului Scoției. Conform tradiției, primul rege al Scoției, Kenneth I al Scoției (Cináed Mac Ailpín), a fondat statul în anul 843. Distincția între Regatul Scoției și Regatul Picților este mai degrabă produsul mitului medieval și o confuzie a schimbării în nomenclator (un sistem de nume sau termeni), spre exemplu, Rex Pictorum (Regele picților) devine Rí Alban (rege de Alba) sub Donald al II-lea al Scoției, atunci când analele au trecut de la latină la dialectul local, la sfârșitul secolului al IX-lea. Pe atunci, numele Alba în galică se referea la regatul picților, mai degrabă decât cel al Angliei.
Regatul Picților a devenit cunoscut ca fiind Regatul de Alba în galică, care mai târziu a devenit cunoscut sub numele de Scoția, atât în engleză cât și în scoțiană; termenii sunt păstrați în ambele limbi. La sfârșitul secolului al XI-lea, regii scoțieni au folosit termenul de rex Scottorum, sau regele Scoției, pentru a face referire în latină. Titlul de rege al Scoției nu a mai fost folosit din 1707, atunci când regatul Scoției s-a unit cu cel al Angliei, pentru a forma o singură uniune, Regatul Unit al Marii Britanii. Astfel, Anna a Marii Britanii a devenit ultimul monarh al vechilor regate a Scoției și Angliei și primul al Marii Britanii, desi regatele aveau un monarh comun încă din 1603. Unchiul ei, Carol al II-lea, a fost ultimul monarh scoțian care a fost încoronat în Scoția, la Scone, în 1651.

## Lista monarhilor din Scoția

### Casa de Alpin (848-1034)
Domnia lui Kenneth MacAlpin începe în așa numita Casa de Alpin, un concept complet modern. Descendenții lui Kenneth MacAlpin au fost împărțiți în două ramuri; coroana era pasată între cele două, moartea unui rege dintr-o ramura ducea, de multe ori, la război de către pretendentul celeilalte ramuri. Malcolm al II-lea al Scoției a fost ultimul rege din Casa de Alpin. În timpul domniei lui, a reușit să zdrobească orice opoziție întâlnită și, neavand fii, a fost capabil să treacă coroana fiului fiicei sale, Duncan I al Scoției, care a inaugurat casa de Dunkeld.
| Portret | Nume tradițional englez (cu echivalent in galica modernă)   | Nume medieval galic                | Statut dinastic                                           | Domnie                     | Titlu                                                            | Poreclit și                       |
| ------- | ----------------------------------------------------------- | ---------------------------------- | --------------------------------------------------------- | -------------------------- | ---------------------------------------------------------------- | --------------------------------- |
|         | Kenneth I al Scoției (Coinneach mac Ailpein)                | Cináed mac Ailpín Ciniod m. Ailpin | fiul lui Alpin king de Dal Riata                          | 843/848 – 13 Februarie 858 | Rex Pictorum ("Regele Picților")                                 | An Ferbasach "Cuceritorul"        |
| —       | Donald al II-lea al Scoției (Dòmhnall mac Ailpein)          | Domnall mac Ailpín                 | fiul lui Alpin king de Dal Riata și fratele lui Kenneth I | 858 – 13 Aprilie 862       | Rex Pictorum ("Regele Picților")                                 |                                   |
|         | Constantin I al Scoției (Còiseam mac Choinnich)             | Causantín mac Cináeda              | Fiul lui Kenneth I                                        | 862–877                    | Rex Pictorum ("Regele Picților")                                 | An Finn-Shoichleach,              |
| —       | Aedh al Scoției (Aodh mac Choinnich)                        | Áed mac Cináeda                    | Fiul lui Kenneth I                                        | 877–878                    | Rex Pictorum ("Regele Picților")                                 |                                   |
| —       | Giric al Scoției (Griogair mac Dhunghail)                   | Giric mac Dúngail                  | Fiul lui Donald I                                         | 878–889                    |                                                                  | Mac Rath, "Norocosul"             |
|         | Eochaid al Scoției                                          | Eochaid mac Run                    | † nepotul lui Kenneth I                                   | *878–889?                  |                                                                  |                                   |
|         | Donald al II-lea al Scoției (Dòmhnall mac Chòiseim)         | Domnall mac Causantín              | Fiul lui Constantin I                                     | 889–900                    | Rí Alban ("Regele Scoției") Rì nan Albannaich ("Regele Scoției") | Dásachtach, the "Nebunul"         |
|         | Constantin al II-lea al Scoției (Còiseam mac Aoidh)         | Causantín mac Áeda                 | Fiul lui Aedh                                             | 900–943                    | Rí Alban                                                         | An Midhaise, "Mijlociul".         |
|         | Malcolm I al Scoției (Maol Chaluim mac Dhòmhnaill)          | Máel Coluim mac Domnaill           | Fiul lui Donald al II-lea                                 | 943–954                    | Rí Alban                                                         | An Bodhbhdercc, "Periculoscul"    |
|         | Indulf al Scoției                                           | Ildulb mac Causantín               | Fiul lui Constantin al II-lea                             | 954–962                    | Rí Alban                                                         | An Ionsaighthigh, "Agresorul"     |
| —       | Dubh al Scoției (Dubh sau Duff) (Dubh mac Mhaoil Chaluim)   | Dub mac Maíl Choluim               | Fiul lui Malcolm I                                        | 962–967                    | Rí Alban                                                         | Dén, "Vehementul"                 |
| —       | Culen al Scoției (Cailean)                                  | Cuilén mac Ilduilb                 | Fiul lui Indulf                                           | 967–971                    | Rí Alban                                                         | An Fionn, "cel Alb"               |
|         | Kenneth al II-lea al Scoției (Coinneach mac Mhaoil Chaluim) | Cináed mac Maíl Choluim            | Fiul lui Malcolm I                                        | 971 x 977–995              | Rí Alban                                                         | An Fionnghalach, "Fratricidul"    |
|         | Constantin al III-lea al Scoției (Còiseam mac Chailein)     | Causantín mac Cuiléin              | Fiul lui Culen                                            | 995–997                    | Rí Alban                                                         |                                   |
|         | Kenneth al III-lea al Scoției (Coinneach mac Dhuibh)        | Cináed mac Duib                    | Fiul lui Dubh                                             | 997 – 25 martie 1005       | Rí Alban                                                         | An Donn, "the Chief"/ "cel Brun". |
|         | Malcolm al II-lea al Scoției (Maol Chaluim mac Choinnich)   | Máel Coluim mac Cináeda            | Fiul lui Kenneth al II-lea                                | 1005–1034                  | Rí Alban / Rex Scotiae                                           | Forranach, "cel Distrugător";     |

Dovezile referitoare la domnia lui Eochaid sunt neclare. Este posibil ca acesta să nu fi domnit niciodată ca rege. Dacă totuși ar fi fost, a domnit împreună cu Giric. Despre Amlaíb nu se cunoaște decât anul morții sale, 977, și este raportat ca fiind rege de Alba. Din moment ce este cunoscut faptul că Kenneth al II-lea a fost rege între 972 și 973, Amlaíb trebuie să fi fost la putere între 973 și 977.

### Casa Dunkeld (1034–1286)
Duncan I al Scoției a succedat la tron ca nepot al lui Malcolm al II-lea (a fost, de asemenea, moștenitor general al lui Malcolm I, din partea bunicului, Duncan de Atholl, al treilea fiu al lui Malcolm I). Casa Dunkeld a fost, prin urmare, o continuare a Casei Alpin. Duncan a fost ucis în luptă de Macbeth, însă a avut o domnie lungă și relativ de succes. Într-o serie de bătălii între 1057 și 1058, fiul lui Duncan, Malcolm al III-lea al Scoției l-a învins și l-a ucis pe Macneth și pe fiul vitreg și mostenitor al acestuia, Lulach, preluând tronul. Certurile dinastice nu aveau să se sfârșească aici: la moartea lui Malcolm în luptă, fratele său, Donald al III-lea al Scoției a revendicat tronul, expulzandu-i pe fii lui Malcolm din Scoția. A urmat un război civil în familie, între Donald Ban și fiul lui Malcolm,  Edmund contra susținătorilor englezi ai lui Malcolm, conduși întâi de Duncan al II-lea al Scoției și apoi de Edgar al Scoției. Edgar a triumfat și l-a trimis pe unchiul și fratele său la mănăstire. După domnia lui David I al Scoției, tronul Scoției avea să treacă, în conformitate cu normele de primogenitură,  de la tată la fiu, sau dacă era posibil, de la frate la frate.
| Numele modern englezesc (Numele galez modern) (Numele galez medieval) Domnie                       | Portret | Titlul medieval               | Poreclă                                          | Statut dinastic (Familia tatălui) | Statut dinastic (Familia mamei)                                                       |
| -------------------------------------------------------------------------------------------------- | ------- | ----------------------------- | ------------------------------------------------ | --- | ------------------------------------------------------------------------------------- |
| Duncan I al Scoției (Donnchadh mac Crìonain) (Donnchad mac Crínáin) 1034–1040                      |         | Rí Alban                      | An t-Ilgarach "cel Bolnav"                       | Nepotul lui Malcolm al II-lea al Scoției | Fiul lui Bethóc, fiica cea mare a lui Malcolm al II-lea al Scoției (Casa de Alpin)    |
| Macbeth al Scoției (MacBheatha mac Fhionnlaigh) (Mac Bethad mac Findláich) 1040–1057               |         | Rí Alban                      | Rí Deircc "Regele Roșu"                          | 1) Fiul lui Findláech de Moray 2) Nepotul lui Malcolm al II-lea al Scoției 3) Soțul lui Gruoch a Scoției, nepoata lui Kenneth al III-lea al Scoției | ?,Fiică sau nepoată necunoscută a lui Malcolm al II-lea (Casa de Alpin)               |
| Lulach al Scoției (Lughlagh mac Gille Chomghain) (Lulach mac Gille Comgaín) 1057–1058              | —       | Rí Alban                      | Tairbith "Ghinionistul" - Fatuus "Nechibzuitul"  | 1) Fiul lui Gille Coemgáin de Moray 2) Nepotul lui Kenneth al III-lea (Casa de Alpin)                                                               | Fiul lui Gruoch a Scoșiei, Nepoata lui Kenneth al III-lea al Scoției                  |
| Malcolm al III-lea al Scoției (Maol Chaluim mac Dhonnchaidh) (Máel Coluim mac Donnchada) 1058–1093 |         | Rí Alban / Scottorum basileus | ? Cenn Mór ("Canmore") "Marele conducător"       | Fiul lui Duncan I al Scoției | Fiul lui Sybil/Suthen, sora lui Siward, Conte de Northumbria (Casa lui Knut cel Mare) |
| Donald al III-lea al Scoției (Dòmhnall mac Dhonnchaidh) (Domnall mac Donnchada) 1093–1097          | —       | Rí Alban                      | Bán, "cel Drept".                                | Fiul lui Duncan I |                                                                                       |
| Duncan al II-lea al Scoției (Donnchadh mac Mhaoil Chaluim) (Donnchad mac Maíl Choluim) 1094        |         | Rí Alban / Rex Scottorum      |                                                  | Fiul lui Malcolm al III-lea |                                                                                       |
| Edgar al Scoției (Eagar mac Mhaoil Chaluim) (Étgar mac Maíl Choluim) 1097–1107                     |         | Rí Alban/ Rex Scottorum       | Probus, "Viteazul"                               | Fiul lui Malcolm al III-lea |                                                                                       |
| Alexandru I al Scoției (Alasdair mac Mhaoil Chaluim) (Alaxandair mac Maíl Choluim) 1107–1124       |         | Rí Alban/ Rex Scottorum       | "cel Fioros"                                     | Fiul lui Malcolm al III-lea |                                                                                       |
| David I al Scoției (Dàibhidh mac Mhaoil Chaluim) (Dabíd mac Maíl Choluim) 1124–1153                |         | Rí Alban/ Rex Scottorum       | "cel Sfânt"                                      | Fiul lui Malcolm al III-lea |                                                                                       |
| Malcolm al IV-lea al Scoției (Maol Chaluim mac Eanraig) (Máel Coluim mac Eanric) 1153–1165         |         | Rí Alban/ Rex Scottorum       | Virgo "Fecioara" - Cenn Mór, "Marele Conducător" | Nepotul lui David I |                                                                                       |
| William I al Scoției "The Lion" (Uilleam mac Eanraig) (Uilliam mac Eanric) 1165–1214               |         | Rí Alban / Rex Scottorum      | "Leul" - Garbh,                                  | Nepotul lui David I |                                                                                       |
| Alexandru al II-lea al Scoției (Alasdair mac Uilleim) (Alaxandair mac Uilliam) 1214–1249           |         | Rí Alban / Rex Scottorum      |                                                  | Fiul lui William I |                                                                                       |
| Alexandru al III-lea al Scoției (Alasdair mac Alasdair) (Alaxandair mac Alaxandair) 1249–1286      |         | Rí Alban / Rex Scottorum      |                                                  | Fiul lui Alexandru al II-lea |                                                                                       |

### Casa de Sverre (1286–1290)
Ultimul rege al Casei Dunkeld a fost Alexandru al III-lea al Scoției. Soția lui născuse doi fii și o fiică, însă până în 1286 fii celor doi au murit și singura fiică în viață, Margareta, născuse o singură fiică, numită tot Margareta, concepută cu sotul ei, Eric al II-lea al Norvegiei, înainte ca aceasta să moară. Alexandru s-a recăsătorit, însă la începutul anului 1286 acesta a murit într-un accident în timp ce călărea spre casă. Soția sa, Yolande de Dreux, era însărcinată, însă în noiembrie 1286 orice speranță de a avea un fiu era imposibilă. În consecință, în Tratatul de la Salisbury, Gardienii Scoției au recunoscut-o pe nepoata în vârstă de trei ani a lui Alexandru, Margareta I a Scoției, ca regină a Scoției. Margareta a rămas în regatul tatălui ei din Norvegia până în toamna anului 1290, când a fost trimisă în Scoția. Cu toate acestea, Margareta a murit pe drum, în Orkney, neavând să pună niciodată piciorul pe pământul scoțian și fără să fie încoronată vreodată. Prin urmare, uneori nu este considerată regină de către naționaliști.
| Nume                                                  | Portret | Naștere                                                                                                 | Căsătorie    | Deces                                  | Statut dinastic                  |
| ----------------------------------------------------- | ------- | --- | ------------ | -------------------------------------- | -------------------------------- |
| Margareta I a Scoției Fecioara din Norvegia 1286–1290 |         | c. Aprilie 1283 Norvegia fiica lui Eric al II-lea al Norvegiei și Margareta a Scoției, Regina Norvegiei | necăsătorită | Septembrie/Octombrie 1290 Orkney 7 ani | nepoata lui Alexandru al III-lea |

### Primul Interregnum (1290–1292)
Primul Interregnum a avut loc între 1290 și 1292 de către Gardienii Scoției, conducătorii de facto ai Scoției. Pe parcursul multor ani a minorității din istoria Scoției, au existat mai mulți gardieni ai Scoției și postul a fost o caracteristică constituțională importantă în curs de dezvoltare pentru politica din țară.

### Casa de Balliol (1292–1296)
Moartea Margaretei a Norvegiei a purtat Scoția într-un interval de doi ani de criză de succesiune. Odată cu moartea ei, descendentul lui William I a dispărut. S-au prezentat 13 candidați, printre cei mai proeminenți fiind John Balliol, strănepotul fratelui mai mic al lui William I, David de Huntingdon, și Robert de Brus, Lord de Annandale, nepotul lui David. Magnații scoțieni l-au invitat pe Eduard I al Angliei să arbitreze revendicările, acesta obligând scoțienii să jure credință ca stăpân suprem. În cele din urmă, s-a decis la John Balliol să devină rege, însă acesta s-a dovedit a fi slab și incapabil, iar în 1296 a fost forțat de Eduard I să abdice, acesta încercând să anexeze Scoția la Regatul Angliei.
| Nume                                              | Portret | Naștere | Căsătorie                                               | Deces                                         | Statut dinastic                                          |
| ------------------------------------------------- | ------- | ------- | ------------------------------------------------------- | --------------------------------------------- | -------------------------------------------------------- |
| John Balliol Toom Tabard (Iain Balliol) 1292–1296 |         | c. 1249 | Isabella de Warenne 9 februarie 1281 cel puțin un copil | c. 25 noiembrie 1314 Picardy, regatul Franței | stronepotul lui David al Scoției (fratele lui William I) |

### Casa de Bruce (1306–1371)
Timp de zece ani, Scoția nu a avut nici un rege propriu. Scoțienii, cu toate acestea, au refuzat să mai tolereze guvernarea englezilor; William Wallace și apoi, după executarea lui, Robert Bruce (nepotul său) au luptat împotriva englezilor. Bruce și susținătorii săi au ucis un rival pentru tron, John al III-lea Comyn, Lord de Badenoch, pe 10 februarie 1306 la Biserica Greyfriars în Dumfries. La scurt timp după aceea, în 1306, Robert a fost încoronat rege al Scoției la Scone. Energia sa și înlocuirea corespunzatoare a vigurosului Eduard I cu fiul său slab, Eduard al II-lea, a permis Scoției să se elibereze de sub domnia engleză. În bătălia de la Bannockburn în 1314, scoțienii i-au alungat pe englezi, iar în 1329 englezii au fost de acord cu tratatul de independență scoțian. Fiul lui Robert, David, a aderat la tron ca și copil. Englezii au reluat războiul cu Scoția, iar David a fost nevoit să părăsească  regatul în favoarea lui Eduard Balliol, fiul lui Ioan, care a reușit să fie încoronat rege al Scoției (1332-1336) și să predea Angliei sudul Scoției înainte de a fi alungat din nou. David a petrecut o mare parte a vieții sale în exil, mai întâi în libertate în Franța, apoi în inchisoare în Anglia. A reușit să se întoarcă în Scoția abia în 1371. La moartea sa, acesta neavând moștenitori, Casa de Bruce a ajuns la capăt.
| Nume                                                    | Portret | Naștere | Căsătorie | Deces                                                                     | Statut dinastic                                                               |
| ------------------------------------------------------- | ------- | --- | --- | ------------------------------------------------------------------------- | ----------------------------------------------------------------------------- |
| Robert I al Scoției Bruce (Raibeart a Briuis) 1306–1329 |         | 11 iulie 1274 Castelul Turnberry, Ayrshire fiul lui Robert de Brus, al VI-lea Lord de Annandale și Marjorie, Countesă de Carrick | Isabella de Mar 1295 o fiică Elizabeth de Burgh Writtle, Essex, Regatul Angliei 1302 4 copii                                                          | 7 iunie 1329 Feuna lui Cardross, Argyll și Bute, Dunbartonshire 54 de ani | stră-stră-strănepot al lui David de Huntingdon (fratele lui William I) (ales) |
| David al II-lea al Scoției (Dàibhidh Bruis) 1329–1371   |         | 5 martie 1324 Palatul Dunfermline, Fife fiul lui Robert I și Elizabeth de Burgh                                                  | Joan a Angliei Berwick-upon-Tweed 17 iulie 1328 nu a avut copii Margaret Drummond, Regina Scoției Inchmurdach, Fife 20 februarie 1364 nu a avut copii | 22 februarie 1371 Castelul Edinburgh 46 de ani                            | fiul lui Robert I (primogenitură)                                             |

### Casa Stuart

#### (1371–1567)
Robert Stuart a fost nepotul lui Robert I prin ultima sa fiică, Marjorie. Născut în 1316, el a fost mai în vârstă decât unchiul său David al II-lea. În consecință, el a succedat la tron însă a fost în imposibilitatea de a domni viguros, o problemă care fusese înfruntată și de fiul său, Robert al III-lea, care suferise un accident de călărie. După cei doi a urmat o serie de regențe, cauzate de tinerii regilor succesori. Prin urmare, era Stuart a întâmpinat perioade de inerție regală, în care nobilii au uzurpat coroana, urmate de perioade de domnii personale, timp în care au încercat să abordeze probleme create de propria lor minoritate care au avut efecte pe termen lung. Guvernarea Scoției devenea din ce în ce mai dificilă, deoarece nobilimea puternică a devenit tot mai dificilă. Încercările lui Iacob I al Scoției de a reduce dezordinea din regat a dus la asasinarea sa. 
Iacob al III-lea al Scoției a fost ucis într-un război civil purtat între el și nobilime, condusă de propriul său fiu. Atunci când Iacob al IV-lea al Scoției a guvernat și suprimat cu asprime aristocrații, a murit în bătălia de la Flodden, iar soția sa, Margaret Tudor, care a fost aleasă regentă pentru fiul lor, Iacob al V-lea al Scoției, a fost îndepărtată de certurile nobililor, iar soția lui Iacob al V-lea, Maria de Guise, a succedat în guvernarea Scoției în timpul regenței fiicei sale Maria I, doar divizând și cucerind nobilimea, distribuind mită francezilor în acest scop. 
În cele din urmă, Maria I, fiica lui Iacob al V-lea, a fost în imposibilitatea de a conduce Scoția, confruntându-se cu aristocrația și intransigența populației care favoriza Calvinismul și dezaproba religia catolică. Aceasta a fost forțată să abdice și să fugă în Anglia, unde a fost închisă în castele și conace diferite timp de 18 ani, iar ulterior a fost executată pentru trădare împotriva reginei Elisabeta I. La abdicarea ei, fiul său, conceput cu un membru al familiei Stuart, a devenit rege.
| Nume | Portret | Naștere | Căsătorie | Deces                                                                                  | Status dinastic                            |
| --- | ------- | --- | --- | -------------------------------------------------------------------------------------- | ------------------------------------------ |
| Robert al II-lea al Scoției (Raibeart II Stiùbhairt) 1371–1390                                                         |         | 2 martie 1316 Paisley, Renfrewshire fiul lui Walter Stewart, al VI-lea Stuart al Scoției și Marjorie Bruce | Elizabeth Mure 1336 (Legea canonică) 1349 (cu dispensă Papală]]) 10 copii Euphemia de Ross 2 mai 1355 4 copii | 19 aprilie 1390 Castelul Dundonald, Ayrshire 74 ani                                    | nepotul lui Robert I (primogenitură)       |
| Robert al III-lea al Scoției (născut John Stewart) Regele Șchiop (Raibeart III Stiùbhairt, An Righ Bhacaigh) 1390–1406 |         | c. 1337 fiul lui Robert al II-lea și Elizabeth Mure                                                        | Anabella Drummond 1367 7 copii | 4 aprilie 1406 Castelul Rothesay aproximativ 69 de ani                                 | fiul lui Robert al II-lea (primogenitură)  |
| Iacob I al Scoției (Seumas I Stiùbhairt) 1406–1437                                                                     |         | Iulie 1394 Palatul Dunfermline, Fife fiul lui Robert al III-lea și Anabella Drummond                       | Joan Beaufort Catedrala Southwark 2 februarie 1424 8 copii | 21 februarie 1437 Blackfriars, Perth aproximativ 42 de ani                             | fiul lui Robert al III-lea (primogenitură) |
| Iacob al II-lea al Scoției (Seumas II Stiùbhairt) 1437–1460                                                            |         | 16 octombrie 1430 Abația Holyrood, Edinburg fiul lui Iacob I și Joan Beaufort                              | Mary de Guelders Abația Holyrood 3 iulie 1449 7 copii | 3 august 1460 Castelul Roxburgh 29 de ani                                              | fiul lui Iacob I (primogenitură)           |
| Iacob al III-lea al Scoției (Seumas III Stiùbhairt) 1460–1488                                                          |         | 10 iulie 1451 Castelul Stirling sau Castelul St Andrews fiul lui Iacob al II-lea și Maria de Guelders      | Margareta de Denmarca, Regina Scoșiei Abașia Holyrood 13 iulie 1469 3 copii | 11 iunie 1488 Bătălia de la Sauchieburn 36 de ani                                      | fiul lui Iacob al II-lea (primogenitura)   |
| Iacob al IV-lea al Scoției (Seumas IV Stiùbhairt) 1488–1513                                                            |         | 17 martie 1473 Castelul Stirling fiul lui Iacob al III-lea și Margareta de Denmarca                        | Margareta Tudor Abația Holyrood 8 august 1503 6 copii | 9 septembrie 1513 Bătălia de la Flodden Field, Northumberland, Anglia 40 de ani        | fiul lui Iacob al III-lea (primogenitură)  |
| Iacob al V-lea al Scoției (Seumas V Stiùbhairt) 1513–1542                                                              |         | 15 aprilie 1512 Palatul Linlithgow, West Lothian fiul lui Iacob al IV-lea și Margareta Tudor               | Madeleine de Valois Catedrala Notre Dame, Paris, Franța 1 ianuarie 1537 nu a avut copii Maria de Guise Catedrala Notre Dame, Paris, Franța 18 mai 1538 3 copii                                                                        | 14 decembrie 1542 Palatul Falkland, Fife 30 de ani                                     | fiul lui Iacob al IV-lea (primogenitură)   |
| Maria I a Scoției (Màiri Stiùbhairt) 1542–1567                                                                         |         | 8 decembrie 1542 Palatul Linlithgow fiica lui Iacob al V-lea și Maria de Guise                             | Francis al Franței 24 aprilie 1558 1 copil avortat Henry Stuart, Lord Darnley Palatul Holyrood, Edinburg 9 iulie 1565 un copil James Hepburn, al IV-lea Conte de Bothwell Palatul Holyrood 15 mai 1567 2 copii avortati in inchisoare | 8 februarie 1587 Castelul Fotheringhay, Northamptonshire, Anglia 44 de ani (executată) | fiica lui Iacob al V-lea (primogenitură)   |

#### (1567-1651)
Staurții din Lennox au fost o ramură junioară a familiei Stuart; nu erau descendenți direcți pe linie masculină cu Robert al II-lea, primul Stuart care devenise regle al Scoției, ci mai degrabă se trăgeau din Alexandru Stuart, al patrulea mare stolnic al Scoției. În trecut, prin intermediul Alianței Auld cu Franța, au adaptat numele în formă franceză, Stuart. Prin urmare, atunci când fiul ducelui de Lennox, Lord Darnley, s-a căsătorit cu Maria I, fiul lor, ca primul rege al ramurei Lennox din familia Stuart, a domnit cu numele de Stuart.
Iacob I al Angliei a devenit, de asemenea, rege al Angliei și Irlandei ca Iabob I în 1603, atunci când verișoara sa, Elisabeta I a murit fără moștenitori. Cu toate că cele două coroane din Anglia și Scoția au rămas separate, monarhia a fost bazată în principal în Anglia.
Carol I, fiul lui Iabob, a avut de înfruntat un război civil; conflictul rezultat a durat opt ani și s-a încheiat cu executarea sa. Parlamentul englez a decretat apoi monarhia punându-i căpat. Parlamentul scoțian, după unele deliberări, a rupt legăturile cu Anglia și l-a declarat rege pe Carol al II-lea, fiul și moștenitorul lui Carol I. El a domnit până în 1651, când armatele lui Oliver Cromwell au ocupat Scoția, acesta fugind în exil.
| Nume                                                          | Portret | Naștere                                                                                    | Căsătorie                                                                               | Deces                                                                   | Statut dinastic                  |
| ------------------------------------------------------------- | ------- | ------------------------------------------------------------------------------------------ | --------------------------------------------------------------------------------------- | ----------------------------------------------------------------------- | -------------------------------- |
| Iacob I al Angliei (Seumas VI Stiùbhairt) 1567–1625           |         | 19 iunie 1566 Castelul Edinburg fiul lui Henric Stuart, Lord Darnley și Maria I            | Anne de Denmarc Palatul Old Bishop's din Oslo, Oslo, Norvegia 23 noiembrie 1589 7 copii | 27 martie 1625 Theobalds House, Hertfordshire, Anglia 58 de ani         | fiul lui Maria I (primogenitură) |
| Carol I al Angliei (Teàrlach I Stiùbhairt) 1625–1649          |         | 19 noiembrie 1600 Palatul Dunfermline, Dunfermline fiul lui Iacob I și Anne de Denmarca    | Henrietta Maria a Franței Abația St Augustine, Canterbury, Anglia 13 iunie 1625 9 copii | 30 ianuarie 1649 Palatul Whitehall, Londra, Anglia 48 de ani (executat) | fiul lui Iacob I (primogenitură) |
| Carol al II-lea al Angliei (Teàrlach II Stiùbhairt) 1649–1651 |         | 29 mai 1630 Palatul St James, Londra, Anglia fiul lui Carol I și Henrietta Maria a Franței | Catherine de Braganza Portsmouth, Anglia 14 mai 1662 nu a avut copii                    | 6 februarie 1685 Palatul Whitehall, Londra, Anglia 54 de ani            | fiul lui Carol I (primogenitură) |

#### Restaurarea Casei Stuart (1660-1707)
O dată cu restaurarea, Stuartii au devenit, din nou, regi în Scoția. Însă drepturile din Scoția nu au fost respectate: Parlamentul scoțian a fost dizolvat, în timpul domniei lui Carol al II-lea, iar fratele său, Iacob, a fost numit guvernator al Scoției. Iacob însuși a devenit Iacob al VII-lea, în 1685. Catolicismul lui nu a fost tolerat, iar el a fost alungat din Anglia, după trei ani. În locul lui a venit fiica sa Maria și soțul ei, William de Orange, conducătorul Republicii Olandeze. Aceștia au fost acceptați ca monarhi în Scoția, după o perioadă de deliberare de către Parlamentul scoțian și au condus împreună ca William al III-lea al Angliei și Maria a II-a a Angliei.
O încercare de a restabili un imperiu colonial scoțian prin intermediul sistemului Darien, în rivalitate cu cel al Angliei, nu a reușit, lăsând nobilii scoțieni în stare de faliment după ce aceștia au riscat finanțand. Aceasta a coincis cu aderarea reginei Anna a Marii Britanii, fiica lui Iacob al VII-lea. Anna a avut mai mulți copii, dar nici unul dintre aceștia nu au supraviețuit, lăsând ca moștenitor al său un frate vitreg, Iacob, apoi a plecat în Franța, trăind în exil. Englezii au favorizat-o pe protestanta Sofia de Hanovra (o nepoată a lui Iacob al VI-lea) ca moștenitor. Mulți scoțieni îl preferau pe prințul Iacob, care, ca Stuart de origine, a amenințat că va rupe Uniunea coroanelor dintre Anglia și Scoția prin alegerea sa ca rege. 
Pentru a păstra Uniunea, englezii au elaborat un plan prin care cele două regate aveau să se unească sub unul singur, în Regatul Marii Britanii, regat condus de un monarh comun și de un singur Parlament. Ambele parlamentele naționale au fost de acord cu acest lucru (deși scoțienii fuseseră inițial motivați de finanțarea națională), iar unele subterfugii, precum majoritatea semnatarilor, erau necesare pentru ratificarea Parlamentului scoțian, acestea fiind posibile prin mită și plăți. Ulterior, deși monarhii au continuat să se pronunțe asupra națiunii Scoției, au făcut asta mai întâi ca monarhi ai Marii Britanii, iar din 1801 ca monarhi ai Regatului Unit.
| Nume | Portret | Naștere | Căsătorie | Deces                                                                 | Statut dinastic                                                   |
| --- | ------- | --- | --- | --------------------------------------------------------------------- | ----------------------------------------------------------------- |
| Carol al II-lea al Angliei (Teàrlach II Stiùbhairt) 1660–1685                                                        |         | 29 mai 1630 Palatul St James, Londra, Anglia fiul lui Carol I și Henrietta Maria a Franței                                           | Catherine de Braganza Portsmouth, Anglia 14 mai 1662 nu a avut copii                                                | 6 februarie 1685 Palatul Whitehall, Londra, Anglia 54 de ani          | fiul lui Carol I (primogenitură)                                  |
| Iacob al II-lea al Angliei (Seumas VII Stiùbhairt) 1685–1688                                                         |         | 14 octombrie 1633 Palatul St James, Londra, Anglia fiul lui Carol I și Henrietta Maria a Franței                                     | Anne Hyde Strand, Londra, Anglia 3 septembrie 1660 8 copii Maria de Modena Dover, Anglia 21 noiembrie 1673 7 copii< | 16 septembrie 1701 Château de Saint-Germain-en-Laye, Franța 67 de ani | fiul lui Carol I (primogenitură)                                  |
| Maria a II-a a Angliei (Màiri II Stiùbhairt) 1689–1694                                                               |         | 30 aprilie 1662 St Palatul James, Anglia fiica lui Iacob al II-lea al Angliei și Anne Hyde                                           | Palatul St James 4 noiembrie 1677 3 copii (nici unul nu a ajuns la maturitate)                                      | 28 decembrie 1694 Palatul Kensington, Anglia 32 de ani                | nepoata lui Carol I (i s-a oferit coroana de către Parlament)     |
| William al III-lea al Angliei (Uilleam Orains, "William of Orange") 1689–1702                                        |         | 4 noiembrie 1650 Haga, Republica Olandei fiul lui William al II-lea, Prinț de Orange și Maria, Prințesă Roială și Prințesă de Orange | Palatul St James 4 noiembrie 1677 3 copii (nici unul nu a ajuns la maturitate)                                      | 8 martie 1702 Palatul Kensington 51 de ani                            | nepoata lui Carol I (i s-a oferit coroana de către Parlament)     |
| Anna a Marii Britanii (Anna Stiùbhairt) 1702–1707 Regina Marii Britanii și a Irlendei Actul de Unire de la 1707–1714 |         | 6 februarie 1665 Palatul St James fiica lui Iacob al II-lea și Anne Hyde                                                             | George al Denmarcei Palatul St James 28 iulie 1683 17 copii ( nici unul ajungand la maturitate)                     | 1 august 1714 Palatul Kensington 49 de ani                            | fiica lui Iacob al II-lea (primogenitură; Declarația drepturilor) |

## Pretendenții Iacobiți
Iacob al VII-lea a continuat să pretindă tronul din Anglia, Scoția și Irlanda. Când a murit în 1701, fiul său Iacob a moștenit pretențiile tatălui său și s-a autoproclamat Iacob al VIII-lea al Scoției și Iacob al III-lea al Angliei și Irlandei. A continuat să pretindă tronul toată viața sa, chiar și după ce Regatele Angliei și Scoției s-au unit sub Regatul Marii Britanii. În 1715, la un an după moartea surorii sale, regina Anna și a vărului său, George de Hanovra, Iacob s-a întors în Scoția încercând să pretindă tronul. A eșuat și a fost nevoit să fugă de pe continent. O a doua încercare a fiului său, Carol, în numele tatălui său, în 1745, de asemenea a eșuat. Ambii copii ai lui Iacob au murit fără moștenitori legitimi, punând capăt familiei Stuart.
- James Francis Edward Stuart, cunoscut sub numele de "Vechiul Pretendent", fiul lui Iacob al VII-lea, a pretins tronul din 1701 până la moartea sa în 1766.
- Charles Edward Stuart, cunoscut și ca "Tânărul Pretendent" și adesea numit Printul Bonnie Carol, fiul lui Iacob al VIII-lea, a pretins tronul de la moartea tatălui său până la moartea sa în 1788. Nu a avut moștenitori legitimi.
- Henry Benedict Stuart, fratele lui Carol al III-lea și cel mai mic fiu al lui Iacob al VIII-lea. A murit necăsătorit în 1807.

După 1807, pretențiile iacobiților au trecut întâi la Casa de Savoia (1807-1840), apoi la ramura Modenese a Casei de Habsburg-Lorraine (1840-1919), și în cele din urmă la Casa de Wittelsbach (din 1919). Actualul moștenitorul este Franz, Duce de Bavaria. Nici el, nici vreunul din prodecesorii săi nu au avut pretenții la tron din 1807.

## Legea Uniunii
Legea Uniunii au fost două acte parlamentare în timpul anului 1706 până în 1707 de către Parlamentul Angliei și Parlamentului Scoției, punand în aplicare condițiile Tratatului de Uniune, încheiat la 22 iulie 1706, în urma negocierilor prelungite între comisarii reginei Anne, reprezentânt ambele parlamente. Actele reprezentau Regatul Angliei și Regatului Scoției unite sub Regatul Marii Britanii.
Scoția și Anglia au împărtit un monarh comun de la Uniunea coroanelor în 1603, atunci când Iacob al VI-lea, regele Scotiei, a moștenit tronul englez de la verișoara sa primară, regina Elisabeta I a Angliei. Deși descris ca o Uniune de coroane, înaintea Actelor Uniunii din 1707, coroanele celor două regate separate au stat pe acelasi cap. Deși au fost făcute trei încercări nereușite (în 1606, 1667, și 1689) pentru a uni cele două regate prin acte ale Parlamentului, însă abia la începutul secolului al XVIII-lea ideea a fost îmbrățișată de ambele instituții politice, aducând astfel cele două state împreuna sub un singur parlament, precum și sub un singur monarh.